# Музичка група
Музичка група или бенд је група људи који заједно свирају своју музику. Неки музички жанрови захтијевају више од једног извођача, најчешће више интрументалиста са једним пјевачем. Многе музичке групе имају у истој постави више од једног пјевача. Рок музика је позната по томе што је може изводити искључиво група, никако солиста.
Групе се, према броју чланова дјеле на дуете, квартете, октете и др.